# The Best Day
"The Best Day" é uma canção da cantora e compositora estadunidense Taylor Swift, gravada para o seu segundo álbum de estúdio Fearless (2008). Foi composta e produzida pela própria intérprete que contou com o auxílio de Nathan Chapman na produção. A faixa é uma homenagem da artista para a sua mãe, Andrea Swift, pois ela queria escrever uma música que expressasse o fato de que a sua mãe é sua melhor amiga. Para fazer uma surpresa, ela gravou a música em um estúdio escondido de Andrea, no verão de 2007 do hemisfério norte, e só mostrou o seu trabalho no Natal daquele ano, como um presente. Além de apresentar o tema para a mãe, Swift criou e editou um clipe para a melodia, utilizando diversos vídeos familiares, com seus melhores momentos de infância.
Musicalmente, "The Best Day" é uma obra de country pop que foi propositalmente produzida para obter uma sonoridade simples. Nas letras, a intérprete escreve sob duas perspectivas: a de uma garotinha de cinco anos de idade, e a dessa criança já crescida, citando momentos ao lado de sua mãe, seu pai, seu irmão e no ambiente onde viveu durante a infância. A canção foi lançada oficialmente para o público somente em 11 de novembro de 2008, através do disco Fearless, recebendo comentários bastante positivos da crítica especializada, que elogiaram principalmente a temática da música e sua simplicidade.

## Antecedentes e contexto
"The Best Day" é uma canção escrita por Taylor Swift em dedicatória à sua mãe, Andrea Swift. A canção foi composta no verão de 2007, do hemisfério norte, e a cantora gravou sem o conhecimento da mãe, junto com a sua banda em um estúdio. A intérprete só mostrou o resultado final para Andrea no Natal daquele ano, como um presente, e quando ela viu, caiu em choro de emoção, por perceber que sua filha havia feito tudo aquilo para surpreendê-la. A própria artista montou um clipe para a música, com cenas editadas a partir de vídeos caseiros, gravados de sua infância e de sua família, que tinha em casa. Ela mostrou o vídeo para a mãe no mesmo dia em que apresentou a música.
Mais tarde, Swift disse: "No primeiro verso [da canção] eu estou falando sobre ter cinco anos de idade, como um escritor, e foi muito divertido voltar [mentalmente] para os lugares que eu ia na minha infância e do jeito que eu falava quando tinha cinco anos. Eu escrevi a música a partir dessa perspectiva, e comecei a pensar 'O que eu estaria pensando se tivesse cinco anos e o que eu me lembraria disso?'". Foi pensando assim que a cantora escreveu os primeiros versos da melodia: "Eu tenho cinco anos / Está ficando frio / Eu visto / Meu grande casaco". Posteriormente, "The Best Day" foi incluída no segundo álbum de estúdio da artista, intitulado Fearless, que foi lançado em 11 novembro de 2008 nos Estados Unidos. Segundo Swift, criar versos simples para a melodia foram propositais, e que a linguagem foi feita para que se assemelhasse à de uma garotinha de cinco anos.
| “ | Ela não fazia ideia do que se tratava enquanto eu cantava a primeira metade da canção. E então ela simplesmente começou a chorar quando percebeu que eu tinha feito tudo isso para surpreendê-la. Foi realmente um momento muito legal. | ” |

Durante uma entrevista, Swift afirmou que sua mãe era a melhor amiga que tinha, e que haviam se tornado em fiéis companheiras quando ela ainda estava no início de sua adolescência, período em que enfrentava problemas com os seus colegas de classe que eram seus amigos; ela declarou: "Eu tinha aquele grupo de amigos e depois eu perdi a amizade deles. Eles decidiram que não queriam mais sair comigo. Quando eu ia me sentar na mesa durante a hora do almoço, eles pegavam suas bandejas e mudavam de mesa, e não era divertido passar [perto deles]. Então, naquele momento, tudo o que eu tinha era a minha mãe". É importante ressaltar que a cantora sempre esteve ao lado de sua mãe durante seus shows e aparições em premiações. "Ela me leva para muitas aventuras e dirigia [o carro] para cidades que eu nunca tinha visto antes. São em aventuras como essa e nos dias em que estou apenas fugindo de meus problemas - você não deve fugir de seus problemas, mas quando se tem 13 anos e seus amigos não querem falar contigo, sua mãe permite que você corra desses pequenos empecilhos, e eu acho que isso é uma coisa boa... Minha mãe era a minha fuga em um monte de maneiras".

## Composição
"The Best Day" é uma canção de country pop com duração de quatro minutos e cinco segundos. De acordo com a partitura publicada pela editora Sony/ATV Music Publishing, a canção está escrita na tonalidade de ré maior, com os vocais de Swift variando entre a nota lá de três e de quatro oitavas. Está definida no tempo de assinatura moderado, contando ainda com um metrônomo de 126 batidas por minuto. A instrumentação é composta principalmente dos vocais, do piano e do violão. Tematicamente, "The Best Day" foi escrita como uma homenagem para Andrea Swift, a mãe da artista, sendo que a produção musical ficou a cargo de Nathan Chapman. Sobre o trabalho deste último profissional na faixa, a intérprete comentou: "Ele [o produtor] colocou belas partes de bandolim e dobro. Mas eu quis que ele ocultasse os instrumentos no fundo que você mal pode ouvi-los, pois eu queria que esta canção fosse simples".
Diferente das outras músicas do disco Fearless, a faixa apresenta versos mais simples, e foi escrito sob a perspectiva de Swift em sua infância. Nas primeiras estrofes, ela retrata momentos de quando tinha cinco anos: "Eu não sei por que todas as árvores mudam no outono / Eu sei que você não está com medo de nada / Não sei se a casa da Branca de Neve está perto ou longe daqui / Mas eu sei que eu tive o melhor dia / Com você hoje". Nos versos seguintes, ela fala sobre ter treze anos, e cita de maneira positiva os membros de sua família e do ambiente em que vive, agradecendo também sua mãe, por sempre estar ao seu lado: "Papai é esperto / E você é a mulher mais linda em todo o mundo / Agora eu sei por que todas as árvores mudam no outono / E você estava ao meu lado / Mesmo quando eu estava errada". Para Sean Dooley do portal About.com, as letras de "The Best Day" retratam uma carta de amor da intérprete para os seus pais. Já Josh Love do The Village Voice comentou que a melodia retrata uma fantasia açucarada, com uma protagonista que descobre que o mundo fora de casa pode ser um lugar cheio de pessoas mal-intencionadas, como nos trechos em que ela canta: "não sei como meus amigos podem ser tão malvados"
| “ | Minha mãe é minha melhor amiga. Ela sempre esteve comigo quando ninguém mais estava. E ela nunca teve medo de me dizer a verdade nua e crua... Eu a respeito muito. | ” |

## Recepção da crítica
Após seu lançamento, "The Best Day" recebeu comentários positivos da crítica especializada. Emily Tan do site Idolator inseriu a canção em sua playlist das "10 Melhores Músicas Sobre Mães", e escreveu: "Taylor Swift é mais conhecida pelas suas honestas faixas de country pop sobre rompimentos amorosos, mas 'The Best Day' mostra que ela pode cantar sobre algo que não seja sobre um namorado ruim. Esta canção é a maneira perfeita de agradecer a mulher que te criou e que foi furada [durante o parto] por você". Durante o período em que o disco Fearless foi lançado, Sean Dooley do portal About.com, elaborou uma lista das dez melhores músicas da intérprete até aquele momento, classificando "The Best Day" na nona posição, declarando: "A única coisa que separa um bom compositor de um grande compositor é a sua capacidade de tecer uma tapeçaria colorida de imagens, sons e emoções. Swift tem essa capacidade de sobra, e em nenhum lugar isso é mais evidente do que em 'The Best Day'". Segundo Lisa Rollins, da revista Examiner, a canção é um grande lembrete, "pois a grande maioria das mães, não apenas a de Swift, merece ser lembrada em mais dias, e não é apenas no feriado de maio que elas devem ser homenageadas". Lisa Rollins escreveu ainda que o vídeo musical criado por Swift retrata "um pouco de cada mãe".
Durante uma resenha do disco Fearless, James Reed, do jornal Boston Globe, disse que "The Best Day" era uma das melhoras músicas do álbum, escrevendo: "Músicas apaixonantes que falam o quão grande é uma mãe e um pai são discretas o suficiente para passarem despercebidas, mas depois você percebe que nada mais soa como isso em Fearless. Depois de um disco inteiro de refrões bem abertos, é refrescante ouvir Swift contar a sua história com simplicidade. Se a melodia não ficar em sua mente, a mensagem [da letra], pelo menos, toca o seu coração". Já Jonathan Keefe, da Slant Magazine, caracterizou "The Best Day" e "Hey Stephen" como os temas mais encantadores do disco, e que segundo ele, lembram tanto a forma quanto o conteúdo dos trabalhos de George Strait e K.T. Oslin.

## Divulgação

### Vídeo musical

Na imagem acima, Taylor Swift está com a sua mãe na maternidade, segurando seu irmão mais novo, então recém-nascido, nos braços.

O vídeo musical para "The Best Day" foi todo feito através de vídeos caseiros que Swift tinha de sua infância. A produção foi editada pela própria cantora, e retrata situações dela quando ainda era uma bebê e criança, e quando estava no início da adolescência, mostrando cenas dela com sua mãe Andrea, principalmente, seu pai e seu irmão mais novo, e filmagens do ambiente em que cresceu. A trama inicia-se com um close na artista, quando ainda era uma jovem criança, brincando e conversando com a mãe. Seguidamente, a produção mostra cenas de Swift, ainda bebê, ao lado de Andrea, e, depois, um pouco mais crescida, brincando ao ar livre com outras crianças, e se divertindo com a palha de uma fazenda, seguido por tomadas aleatórias dela dentro de um carro, girando em uma sala de estar e montando em um cavalo ao lado de Andrea. Logo depois, o clipe mostra a mãe da artista na maternidade, pouco após de ter dado à luz ao irmão mais novo de Swift, Austin. Durante essa parte, ela é vista segurando seu irmão, então recém-nascido, nos braços, e ao lado de sua mãe e seu pai, quando estes saem do hospital, com o mais novo membro da família em um mini berço de viagem. Posteriormente, a obra mostra Swift no início de sua adolescência, em diversas cenas em que ela é vista tocando violão e cantando, mostrando ainda, ela em um carro ao lado de Andrea. O vídeo segue com mais momentos dela tocando violão e ao lado da mãe. Algumas tomadas depois, a trama volta a retratar a musicista em sua infância, dessa vez focado em momentos dela com seu pai; como ela indo em direção a ele, após este chegar do trabalho, em seus braços, observando um lago com diversos patos e, já crescida, em uma viagem de avião com ele. Em seguida, a produção centra-se em momentos de Swift com seu irmão Austin. Como nos dois brincando com palha, e, posteriormente, já crescidos, conversando. Por fim, retrata cenas do ambiente em que a cantora viveu. Durante os segundos finais, o vídeo segue com cenas aleatórias da intérprete em sua infância e se divertindo com a sua família, como a brincar com uma tinta verde, em uma cozinha, no banho e, depois, adolescente, novamente ao lado da mãe, com as duas passeando juntas e chegando de um aeroporto, bem como cenas de férias, e finaliza com ela ainda pequena, cantando ao lado de Andrea, com a mensagem "I love you Mom" surgindo na tela. O clipe só foi lançado oficialmente para o público em 1º maio de 2009, alguns dias antes do Dia das Mães, sendo que mais tarde foi enviado para a conta de Swift no Vevo e ficou disponível para compra na iTunes Store.

### Promoção da Lifetime
Durante o Dia das Mães de 2009, foi criado uma promoção no site do canal de televisão Lifetime, intitulada "Taylor Swift: Mother's Day Contest", em que foi sorteado dez boxes, que continham, em cada, um disco Fearless, uma camiseta, uma pulseira, um pôster e um livro de fotos da cantora. O Lifetime escreveu o seguinte na página da promoção: "A canção de Taylor Swift 'The Best Day' é o hino perfeito para o Dia das Mães. A música, que Taylor escreveu sozinha, dá um vislumbre para a estreita relação que ela divide com sua mãe, Andrea. É uma música tão especial, de fato, que Taylor montou um videoclipe especial, como uma homenagem especial para a sua mãe e para todas neste feriado". Para participar do sorteio, a internauta tinha que deixar um comentário sobre o seu momento favorito de mãe e filha ou então citar uma recordação que teve dos momentos juntos com sua mãe.

## Desempenho nas paradas musicais
Mesmo sem ser lançado como single, "The Best Day" atingiu a terceira posição da Bubbling Under Hot 100, que enumera as faixas que quase entraram na Billboard Hot 100, principal parada musical dos Estados Unidos. Além disso, a canção posicionou-se no 56.º lugar da Country Songs, que lista as músicas country mais tocadas a cada semana nos EUA.
| Parada musical (2008)                   | Melhor posição |
| --------------------------------------- | -------------- |
| Estados Unidos — Bubbling Under Hot 100 | 3              |
| Estados Unidos — Country Songs          | 56             |

## Créditos
Lista-se abaixo os profissionais envolvidos na elaboração de "The Best Day", de acordo com o encarte do álbum Fearless:
- Taylor Swift - vocais, composição, produção;
- Nathan Chapman - produção, dobro, bandolim, guitarra elétrica, instrumento de teclas, órgão hammond, percussão, piano, steel guitar, violão acústico;
- Chad Carlson - gravação;
- Scott Borchetta - produção executiva;
- Amos Heller, Tim Marks - baixo;
- Bryan Sutton - bandolim, violão acústico;
- Ilya Toshinski - banjo;
- John Keefe, Nick Buda - bateria;
- Rob Hajacos - fiddle;
- Mark Petaccia, Todd Tidwell, Kenzi Butler, Kyle Ford, Matt Legge, Kyle Ginther - engenharia adicional;
- Grant Mickelson, Kenny Greenberg - guitarra elétrica;
- Hank Williams - masterização;
- Justin Niebank - mixagem;
- Drew Bollman - assistente de mixagem;
- Tim Lauer, Tony Harrell - órgão hammond, piano;
- Al Wilson - percussão;
- Eric Darken - percussão, vibrafone.

## The Best Day (Taylor's Version)
Em 11 de fevereiro de 2021, Swift anunciou no programa de televisão Good Morning America que uma versão regravada de "The Best Day", intitulada "The Best Day (Taylor's Version)", seria lançada em 9 de abril de 2021 como a primeira faixa de Fearless (Taylor's Version), a versão regravada de Fearless.